# 1347
Évszázadok: 13. század – 14. század – 15. század
Évtizedek: 1290-es évek – 1300-as évek – 1310-es évek – 1320-as évek – 1330-as évek – 1340-es évek – 1350-es évek – 1360-as évek – 1370-es évek – 1380-as évek – 1390-es évek
Évek: 1342 – 1343 – 1344 – 1345 –  1346 – 1347 – 1348 – 1349 – 1350 – 1351 – 1352

## Események

### Határozott dátumú események
- május 13. – VI. Jóannész bizánci ellencsászár uralkodásának kezdete. (A harc III. Andronikosz és VI. Jóannész között utóbbi vereségével végződik, aki 1354-ben kénytelen lemondani.)
- október 11. – IV. Lajos német-római császár halála után IV. Károly tényleges uralkodó lesz Németországban.
- augusztus 3. – A Fekete Herceg vezette angol seregtől megostromolt Calais megadja magát.[1]
- szeptember 28. – Pénzhiány miatt az angolok fegyverszüneti egyezmény megkötésére kényszerülnek VI. Fülöp francia királlyal.[2]

### Határozatlan dátumú események
- június - I. Lajos magyar király megindítja nápolyi hadjáratát.[3]
- az év közepe – A pestisjárvány eléri Európát, mely egészen 1353-ig tombol a kontinensen.[4]
- az év folyamán – 
  - Egy birtokper kettészakítja Cigánd települést, innentől Kis- és Nagyczigánd a neve.

## Születések
- Sziénai Szent Katalin

## Halálozások
- október 11. – IV. Lajos német-római császár (*  1283)

## Európai időjárás
A leghidegebb ismert nyár, a szőlő még szeptemberben is csak virágzott.